# Roncus (arácnido)
Roncus es un género de pseudoscorpiones de la familia Neobisiidae.  Se distribuye por Europa y Norte de África.

## Especies
Según Pseudoscorpions of the World 1.2::
- Roncus abditus (Chamberlin, 1930)
- Roncus aetnensis Gardini & Rizzerio, 1987
- Roncus alpinus L. Koch, 1873
- Roncus andreinii (Caporiacco, 1925)
- Roncus anophthalmus (Ellingsen, 1910)
- Roncus antrorum (Simon, 1896)
- Roncus araxellus Schawaller & Dashdamirov, 1988
- Roncus assimilis Beier, 1931
- Roncus babadochiae Ćurčić & Dimitrijević, 2006
- Roncus baccettii Lazzeroni, 1969
- Roncus barbei Vachon, 1964
- Roncus bauk Ćurčić, 1991
- Roncus beieri Caporiacco, 1947
- Roncus belbogi Ćurčić, Makarov & Lučić, 1998
- Roncus bellesi Lagar, 1972
- Roncus belluatii Gardini, 1992
- Roncus binaghii Gardini, 1991
- Roncus birsteini Krumpál, 1986
- Roncus boneti Beier, 1931
  - Roncus boneti boneti
  - Roncus boneti turbenae
- Roncus caballeroi Lagar, 1974
- Roncus cadinensis Zaragoza, Mas & Ribera, 2007
- Roncus caprai Gardini, 1993
- Roncus caralitanus Gardini, 1981
- Roncus carinthiacus Beier, 1934
- Roncus carusoi Gardini & Rizzerio, 1987
- Roncus cassolai Beier, 1974
- Roncus caucasicus (Beier, 1962)
- Roncus cerberus (Simon, 1879)
- Roncus ciobanmos Ćurčić, Poinar & Sarbu, 1993
- Roncus comasi Mahnert, 1985
- Roncus corcyraeus Beier, 1963
  - Roncus corcyraeus corcyraeus
  - Roncus corcyraeus minor
- Roncus corimanus Beier, 1951
- Roncus craciun Ćurčić & Dimitrijević, 2006
- Roncus crassipalpus Rafalski, 1949
- Roncus dallaii Callaini, 1979
- Roncus dalmatinus Hadzi, 1933
- Roncus davor Ćurčić, Dimitrijević & Makarov, 1997
- Roncus dazbog Ćurčić & Legg, 1994
- Roncus decui Ćurčić & Dimitrijević, 2006
- Roncus dragobete Ćurčić, Poinar & Sarbu, 1993
- Roncus drescoi
- Roncus duboscqi Vachon, 1937
- Roncus euchirus (Simon, 1879)
- Roncus gardinii Heurtault, 1990
- Roncus gestroi Beier, 1930
- Roncus giganteus Mahnert, 1973
- Roncus golemanskyi Ćurčić, 2002
- Roncus golijae Ćurčić, 1997
- Roncus grafittii Gardini, 1982
- Roncus gruiae Ćurčić & Dimitrijević, 2006
- Roncus hibericus Beier, 1939
- Roncus hors Ćurčić, Dimitrijević & Makarov, 1997
- Roncus ingaunus Gardini, 1991
- Roncus insularis Beier, 1938
- Roncus italicus (Simon, 1896)
- Roncus ivanjicae Ćurčić & Ćurčić, 1995
- Roncus jagababa Ćurčić, 1988
- Roncus jaoreci Ćurčić, 1984
- Roncus jarilo Ćurčić, 1991
- Roncus judsoni Henderickx & Zaragoza, 2005
- Roncus julianus Caporiacco, 1949
- Roncus juvencus Beier, 1939
- Roncus kikimora Ćurčić & Legg, 1994
- Roncus lagari Beier, 1972
  - Roncus lagari lagari
  - Roncus lagari sendrai
- Roncus leonidae Beier, 1942
  - Roncus leonidae leonidae
  - Roncus leonidae ruffoi
- Roncus liebegotti Schawaller, 1981
- Roncus ligusticus Beier, 1930
- Roncus lonai Caporiacco, 1949
- Roncus lubricus L. Koch, 1873
  - Roncus lubricus pannonius
- Roncus lychnidis Ćurčić, 1984
- Roncus mahnerti Ćurčić & Beron, 1981
- Roncus melitensis Gardini & Rizzerio, 1987
- Roncus melloguensis Gardini, 1982
- Roncus menozzii (Caporiacco, 1923)
- Roncus microphthalmus (Daday, 1889)
- Roncus montsenyensis Zaragoza and Šťáhlavský, 2007
- Roncus negreae Ćurčić & Dimitrijević, 2006
- Roncus neotropicus Redikorzev, 1937
- Roncus novus Beier, 1931
- Roncus numidicus Callaini, 1983
- Roncus orao Ćurčić, Dimitrijević, Ćurčić & Mitič, 2004
- Roncus pannonius Ćurčić, Dimitrijević & Karamata, 1992
- Roncus pantici Ćurčić & Dimitrijević, 2004
- Roncus paolettii Mahnert, 1980
- Roncus parablothroides Hadzi, 1938
- Roncus peramae Helversen, 1969
- Roncus pljakici Ćurčić, 1973
- Roncus podaga Ćurčić, 1988
- Roncus pripegala Ćurčić, 1988
- Roncus puddui Mahnert, 1976
- Roncus pugnax (Navás, 1918)
- Roncus remesianensis Ćurčić, 1981
- Roncus remyi Beier, 1934
- Roncus rujevit Ćurčić & Legg, 1994
- Roncus sandalioticus Gardini, 1982
- Roncus sardous Beier, 1955
- Roncus satoi Ćurčić & Dimitrijević, 1994
- Roncus setosus Zaragoza, 1982
- Roncus siculus Beier, 1963
- Roncus sotirovi Ćurčić, 1982
- Roncus stankokaramani Ćurčić & Dimitrijević, 2001
- Roncus starivlahi Ćurčić & Dimitrijević, 1998
- Roncus strahor Ćurčić, 1993
- Roncus stussineri (Simon, 1881)
- Roncus svanteviti Ćurčić, 1992
- Roncus svarozici Ćurčić, 1992
- Roncus svetavodae Ćurčić & Dimitrijević, 2002
- Roncus tabacarui Ćurčić & Dimitrijević, 2006
- Roncus talason Ćurčić, Lee & Makarov, 1993
- Roncus tenuis Hadzi, 1933
- Roncus timacensis Ćurčić, 1981
- Roncus tintilin Ćurčić, 1993
- Roncus transsilvanicus Beier, 1928
- Roncus travuniensis Ćurčić & Dimitrijević, 2007
- Roncus troglophilus Beier, 1931
- Roncus trojan Ćurčić, 1993
  - Roncus trojan strahor
  - Roncus trojan trojan
- Roncus trojanicus Ćurčić, 1988
- Roncus tuberculatus Gardini, 1991
- Roncus turritanus Gardini, 1982
- Roncus veles Ćurčić & Legg, 1994
- Roncus vidali Lagar, 1972
- Roncus virovensis Ćurčić & Dimitrijević, 2002
- Roncus vitalei Ćurčić, 2002
- Roncus viti Mahnert, 1974
- Roncus yaginumai Ćurčić, Ćurčić & Dimitrijević, 1996
- Roncus zeumos Ćurčić & Dimitrijević, 2006
- Roncus zoiai Gardini & Rizzerio, 1987
- †Roncus succineus Beier, 1955

## Publicación original
- L. Koch, 1873: Uebersichtliche Dartstellung der Europäischen Chernetiden (Pseudoscorpione). Bauer und Raspe: Nürnberg (texto intégral).